# Тельчегах-Софла
Тельчегах-Софла (перс. تل‌چگاه سفلی‎) — деревня на юго-западе Ирана. Расположена между северным побережьем Персидского залива и горами Загрос, на левом берегу реки Зохре, к западу от города Сардешт, к югу от города Бехбехан. Административно относится к дехестану Дурунак в районе (бахше) Зейдун в шахрестане (области) Бехбехан в остане Хузестан.

## История
В ходе раскопок обнаружено доисторическое поселение, а также некрополь (конец 5 — начало 4-го тысячелетия до н. э.), расположенный к юго-западу от поселения. Поселение расположено на восточном краю так называемого Плодородного полумесяца — самого раннего центра зарождения земледелия и скотоводства. Уже в начале 3-го тысячелетия до н. э. здесь возникло одно из древнейших государств Передней Азии — Элам.
В поселении обнаружен храм эпохи энеолита (конец 5-го тысячелетия до н. э.). Храм представляет собой H-образное здание размерами 3,7 × 3 м со стенами толщиной около 1 м из крупного (68 × 32 × 8 см) кирпича. Рядом обнаружен алтарь из кирпича. Обе постройки возведены на каменном основании.
К западу от храма найдено хранилище с вотивными известняковыми коническими стелами, большинство которых декорировано. Их средний размер — 55 × 22 × 4 см.
Обнаружены яма с культовыми керамическими сосудами и две ямы с останками жертвенных животных. Каждая яма содержит 8 скелетов домашних козлов и скелет быка.
В 1970-х годах деревня Тельчегах была разделена на деревни Тельчегах-Софла (софла — нижняя) и Тельчегах-Олиа (олиа — верхняя), которая относится к дехестану Сардешт.
Раскопки в начале 1970-х годов проводил немецкий археолог Ганс Йёрг Ниссен, доцент чигагского Восточного института.
В 2008 году телль внесён в список памятников национального наследия Ирана.
В апреле 2015 года запущен проект Zohreh Prehistoric Project (ZPP). Весной 2015 года проведена разведка и зимой 2015/2016 года раскопан некрополь. В 2019 году раскопан храм. Раскопки проводил Аббас Мохаддам (перс. عباس مقدم‎), представляющий Иранский центр археологических исследований.